# Petr Ježek
Pour les articles homonymes, voir Ježek.
Petr Ježek, né le 28 mars 1965, est un homme politique tchèque.

## Biographie

### Carrière professionnelle
Diplôme d'économie, il intègre le ministère des affaires étrangères tchécoslovaque, puis tchèque, en 1988, où il travaille particulièrement jusqu'en 2003 sur les questions européennes. De 2003 à 2004, il est le chef de cabinet du Premier ministre, Vladimír Špidla. En 2005, il rejoint le secteur privé, devenant directeur-associé BXL Consulting s.r.o., poste qu'il occupe jusqu'en 2014.

### Parlement européen
Il est élu député au Parlement européen lors élections européennes de 2014. Il y siège au sein de l'Alliance des démocrates et des libéraux pour l'Europe et y préside la délégation pour les relations avec le Japon.
En 2018, il annonce quitter ANO 2011.

## Décorations
- Commandeur de l'Ordre du Soleil levant (2020)[2]